# Sociedad Química y Minera
Sociedad Química y Minera de Chile (SQM) er en chilensk producent af potaske, jod, lithium og industrikemi. Det er verdens største producent af lithium.
SQM's naturressourcer og primære produktionsfaciliteter er lokaliseret i Atacamaørkenen i Tarapacá og Antofagasta regionerne.
Virksomheden blev etableret i 1968 som Sociedad Minera Mixta og har hovedkvarter i Santiago de Chile.